# Джессіка Зор
Джессіка Зор (англ. Jessica Szohr, [ˈzɔr]; нар. 31 березня 1985, Меномоні-Фоллс, Вісконсин, США) — американська акторка. Серед її перших ролей участь у телесеріалах «Моя дружина і діти» (2003), «Джоан з Аркадії» (2004), «Щодо Браяна» (2007) та «C.S.I.: Місце злочину Маямі» (2007). 2007 року отримала визнання завдяки ролі Ванесси Абрамс у підлітковому драматичному серіалі The CW «Пліткарка» (2007—2012). Серед кіноролей знімалася у жахастику «Піраньї 3D» (2010), комедійних стрічках «Я не знаю, як вона це робить» (2011), «Стажери» (2013), «Третій зайвий 2» (2015). Серед інших помітних робіт ролі у телесеріалах «Ускладнення» (2015), «Королівство» (2015), «Твін Пікс: Повернення» (2017) і «Безсоромні» (2017—2018). З 2018 року знімалася серед основного акторського складу науково-фантастичного серіалу Fox / Hulu «Орвілл».

## Ранні роки
Народилася в Меномоні-Фоллс, Вісконсин. Має угорське та на чверть афроамериканське походження і старша з п'яти дітей (Меган, Даніель, Нік і Седі). Разом з подругою заснувала клінінгову компанію, прибираючи будинки вчителів.
З дитячих років підробляла моделлю. Вона з'явилася в друкованих оголошеннях універмагу Kohl's. Згодом співпрацювала з Crate&Barrel, Mountain Dew, Sears, Jockey і JanSport. На семестр раніше закінчила місцеву школу і у 17 років з мамою переїхала до Лос-Анджелеса, щоб продовжити акторську кар'єру. Журналу «Seventeen» розповідала, що «майже п'ять разів переїжджала». Спочатку вона прагнула стати дизайнером інтер'єру і вступила до Колумбійського коледжу Чикаго, але її агент переконав спробувати проходити кастинги.

## Кар'єра
2003 року дебютувала на знімальному майданчику в епізоді третього сезону серіалу «Моя дружина і діти». Її першою кінороллю стала участь у драмедії «Дядько Ніно» (2003). Вона з'явилася в численних гостьових ролях у підліткових телесеріалах, як-от «Така Рейвен», «Дрейк і Джош», «За що я тебе люблю» і «Джоан з Аркадії». Також з'явилася в трьох епізодах «C.S.I.: Місце злочину Маямі» як Саманта Барріш.

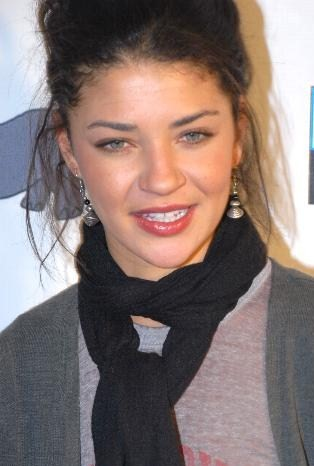
Зор 2007 року

2007 року з'явилася у головній повторюваній ролі Лори в шести епізодах драматичного серіалу ABC «Щодо Браяна». Разом зі Стейсі Кейблер зіграла сусідку головного персонажа Браяна О'Гари (Баррі Вотсон). З'явилася в музичних кліпах «Best Days» Метта Вайта та «Over You» «Daughtry».
2007 року отримала проривну роль Ванесси Абрамс у популярному підлітковому драматичному серіалі CW «Пліткарка». Зор сказала про свого персонажа: «Ванесса не змінюється заради інших людей. Вона говорить те, що думає. […] вона просто погане дівчисько з Брукліна». Зображення Ванесси викликало критику з боку Сесилі фон Цигезар, авторки оригінальних романів «Пліткарка». Спочатку роль була повторювальна, але після епізоду першого сезону «The Blair Bitch Project», який вийшов у квітні 2008 року, стала регулярною. У травні 2011 року було підтверджено, що Зор не повернеться в п'ятому сезоні. Вона повернулася в останньому епізоді серіалу від 17 грудня 2012 року.
Знялася в невеликих ролях у таких фільмах, як «Допоможіть мені», «Читальна зала» і «Запали цього літа». 2009 року підписала контракт на роль Келлі у жахастику «Піраньї 3D» від Dimension Films. Роль вимагала від неї перебування під водою і пізніше вона зізналася газеті «Нью-Йорк Дейлі Ньюз», що знімання було важким, оскільки вона «не найкраща плавчиня». Знімання почалося у червні 2009 року, прем'єру фільму перенесли з березня на серпень 2010 року. З'явилася разом з Келлі Брук й іншими у відео «Funny or Die», яке рекламувало фільм.
Стала лавреаткою нагороди «Прорив у кіно» на церемонії вручення нагород «Прорив року» 2010 року за свою роботу в «Піраньї 3D».
У квітні 2010 року приєдналася до акторського складу романтичної комедії «Спершу кохання, потім весілля» разом з Менді Мур і Келланом Латцом. Основне знімання розпочалося у квітні 2010 року у Новому Орлеані. Того ж року Зор потрапила до списку «100 найкрасивіших людей світу» від журналу «People».
Зіграла роль у незалежному постапокаліптичному науково-фантастичному фільмі «Занепала імперія» 2012 року.
2012 року знімалася в інді-драмі «Арт-машина» в ролі хіпстера-розбійника та піротехніка. У 2011 році стало відомо про її участь у комедійному жахастику «Незаймані, бережіться!» разом з Едом Спілерсом. У листопаді 2011 року знімалася у драму «Світлові роки» у Лос-Анджелесі.
2013 року знялася у кліпі Тейлор Свіфт на пісню «22». У березні 2013 року її взяли на головну жіночу роль у пілотному епізоді серіалу «Список» від Fox, де зіграла агента ФБР Наталі Восс. Однак 8 травня 2013 року стало відомо, що проєкт згорнули. У листопаді 2013 року Зор обрали на роль Гретхен у медичному драматичному серіалі USA Network «Ускладнення».
У червні 2015 року стала відомо про її участь у другому сезоні «Королівство». Зор зіграла Лору Мелвін, художницю/фотографа та дівчину Джея (Джонатан Такер).
12 лютого 2018 року Зор обрали на постійну роль Талли Кеяли для другого сезону науково-фантастичного комедійно-драматичного серіалу «Орвілл».
26 січня 2022 року запустила подкаст XOXO з Джесікою Зор, прогулянку по доріжці пам’яті з акторським складом і знімальною групою «Пліткарок»,в якому обговорюються залаштункові історії, спогади зі знімального майданчика та багато іншого з інтерв’ю та випадковими повторними переглядами епізодів.

## Особисте життя
Захоплюється сноубордом, пішохідним туризмом, йогою та футболом. Пов'язує свої захоплення через те, що вона з Вісконсина. Вболівальниця «Грін-Бей Пекерс».
Партнером Зор є колишній професійний хокеїст Бред Річардсон. 11 січня 2021 року народила дочку. Пара заручилася у травні 2022 року й одружилися у серпні 2024 року.

## Фільмографія
| Рік       |    | Українська назва              | Оригінальна назва             | Роль                        |
| --------- | -- | ----------------------------- | ----------------------------- | --------------------------- |
| 2003      | ф  | Дядько Ніно                   | Uncle Nino                    | MC                          |
| 2003      | с  | Моя дружина і діти            | My Wife and Kids              | Ді-Джей                     |
| 2004      | с  | Що мені в тобі подобається    | What I Like About You         | Ліз                         |
| 2004      | с  | Дрейк і Джош                  |                               | Drake & Josh                |
| 2004      | с  | Джоан з Аркадії               | Joan of Arcadia               | Ніккі                       |
| 2005      | с  | Така Рейвен                   | That's So Raven               | Джордаш                     |
| 2005      | тф | Читальна зала                 | The Reading Room              | Дайва                       |
| 2007      | с  | Щодо Браяна                   | What About Brian              | Лора                        |
| 2007      | с  | C.S.I.: Місце злочину Маямі   | CSI: Miami                    | Саманьа                     |
| 2007—2012 | с  | Пліткарка                     | Gossip Girl                   | Ванесса Абрамс              |
| 2007      | тф | Допоможіть мені               | Somebody Help Me              | Ніколь                      |
| 2009      | ф  | Запалюй                       | Fired Up!                     | Кара                        |
| 2010      | ф  | Піраньї 3D                    | Piranha 3D                    | Келлі Дрісколл              |
| 2010      | с  | Місто                         | The City                      | у ролі себе                 |
| 2011      | ф  | Спершу кохання, потім весілля | Love, Wedding, Marriage       | Шелбі                       |
| 2011      | ф  | Я не знаю, як вона це робить  | I Don't Know How She Does It  | Паула                       |
| 2011      | ф  | Як обікрасти хмарочос         | Tower Heist                   | Саша Гіббс                  |
| 2012      | ф  | Занепала імперія              | Hirokin                       | Оранж                       |
| 2012      | ф  | Арт-машина                    | Art Machine                   | Кассандра Мун               |
| 2012      | ф  | Незаймані, бережіться!        | Love Bite                     | Джуліана                    |
| 2012      | с  |                               | Punk'd                        | у ролі себе                 |
| 2013      | с  | Чоловіки на роботі            | Men at Work                   | Дженні                      |
| 2013      | ф  | Пішак                         | Pawn                          | Бонні                       |
| 2013      | ф  | Стажери                       | The Internship                | Маріелена                   |
| 2013      | ф  | Яскрава зірка                 | Brightest Star                | Літа Маркович               |
| 2014      | ф  | Будинок в кінці шляху         | House at the End of the Drive | Кріста                      |
| 2014      | ф  | Пістолет за 10 центів         | 10 Cent Pistol                | Челсі                       |
| 2014      | ф  |                               | Щастить у коханні             | Lucky in Love / Міра саймон |
| 2014      | ф  | Кохання з першого погляду     | Two Night Stand               | Файза                       |
| 2015      | ф  | Клубне життя                  | Club Life                     | Таня                        |
| 2015      | ф  | Третій зайвий 2               | Ted 2                         | Елісон                      |
| 2015      | с  | Ускладнення                   | Complications                 | Гретхен Полк                |
| 2015      | с  | Королівство                   | Kingdom                       | Лора Мелвін                 |
| 2015      | с  | C.S.I.: Кіберпростір          | CSI: Cyber                    | різні ролі                  |
| 2017      | с  | Твін Пікс: Повернення         | Twin Peaks                    | Рені                        |
| 2017—2018 | с  | Безсоромні                    | Shameless                     | Несса / Nessa Chabon        |
| 2019—2024 | с  | Орвілл                        | The Orville                   | Талла Кеялі                 |
| 2020      | ф  | Клевер                        | Clover                        | Енджі                       |

## Нагороди та номінації
| Рік  | Нагорода       | Категорія                                      | Робота     | Результат |
| ---- | -------------- | ---------------------------------------------- | ---------- | --------- |
| 2011 | Кінопремія MTV | Кінонагорода MTV за найбільш лякаюче виконання | Піраньї 3D | Номінація |